# Codal
Codal is een plaats (freguesia) in de Portugese gemeente Vale de Cambra en telt 1025 inwoners (2001).